# Kill 'em All - Uccidili tutti
Kill 'em All - Uccidili tutti (Kill 'em All) è un film direct-to-video del 2017 diretto da Peter Malota.

## Trama
Dopo un'intensa sparatoria, un tale di nome Philip arriva all'ospedale locale sul punto di morire. Poi una banda straniera fa irruzione all'ospedale, dandogli la caccia. L'infermiera Suzanne, l'unica sopravvissuta alla sparatoria, deve affrontare l'interrogatorio dell'FBI che fa luce su una trama di intrigo e vendetta internazionale.
Pian piano si scopre che Philip era uno dei bodyguard di un certo Radovan, ex ufficiale militare dell'Europa Orientale, responsabile di stragi e pulizia etnica nei Balcani; costui stava per lasciare il paese e rifugiarsi da qualche parte in Sudamerica, ma ha subito una imboscata; l'uomo era poi stato ricoverato nello stesso ospedale, dove in seguito sono arrivati i killer che hanno fatto la strage alla ricerca di Philip.
Gli agenti Holman e Sanders (lui CIA, lei FBI) hanno dubbi sulla versione di Suzanne, e le raccontano quello che hanno scoperto su Philip; questi è il figlio di un giornalista albanese, un oppositore di Radovan che scriveva denunciando le sue atrocità; un giorno il giornalista venne ucciso, e in seguito la moglie portò il ragazzino da un amico di famiglia che addestrò Philip come killer; per anni Philip ha cercato l'assassino del padre, riuscendo a rintracciarlo; poi si è fatto reclutare come guardia del corpo. A quel punto ha aspettato una occasione, e ha pianificato ed eseguito l'agguato a Radovan; tuttavia non tutto è andato come previsto, così Philip è andato in ospedale non solo per cercare cure, ma anche il suo bersaglio, che in effetti è stato ucciso durante la sparatoria. Suzanne è stata costretta ad affidarsi a Philip per sopravvivere ed ha ucciso anche uno degli aggressori, poi Philip è scomparso mentre la SWAT irrompeva.
Mentre Sanders sembra credere a Suzanne, Holman è sottilmente ostile e mette Suzanne alla prova, chiedendole informazioni personali su se stessa, che Holman controlla nel dossier tra le sue mani. Alla fine si convince con riluttanza e Suzanne viene accompagnata fuori dopo aver firmato la sua testimonianza.
Tuttavia, Suzanne si toglie la parrucca e si dirige verso un SUV, con Philip al volante. Al quartier generale, Sanders vede Holman leggere un dossier e nota il riflesso delle parole sugli occhiali del collega; la donna si convince che l'infermiera ha mentito, e ha risposto alle domande di Holman leggendo le risposte tramite gli occhiali. I due corrono fuori ma la finta Suzanne è ormai sparita.
Un ultimo flashback mostra che "Suzanne" era una sconosciuta entrata in ospedale ore prima, per prendere il posto di una infermiera che le somigliava; all'arrivo di Philip, lei lo ha aiutato volontariamente, e sempre lei ha ucciso Radovan e alcuni dei suoi uomini, venuti a finire Philip ed evacuare il loro capo. Nel presente, la sconosciuta riceve un SMS dal suo mandante; l'FBI ha creduto al trucco degli occhiali e tutto è andato bene, ma il misterioso capo non è contento di aver dovuto improvvisare; comunque Philip ha passato la prova e può entrare in squadra. Philip e la finta Suzanne guidano lontano con tutta calma, mentre il telefono usato per parlare con loro viene distrutto dal mandante, cioè l'agente Holman.